# Cocompostage
Le cocompostage à la ferme est un mode de gestion de proximité des déchets organiques d'une collectivité, le plus souvent des déchets verts (tonte, élagage, entretien des jardins…), par un groupe d'agriculteurs éleveurs, en compostage avec leurs effluents d'élevage.
Participer à une opération de cocompostage à la ferme peut présenter plusieurs intérêts non négligeables pour l'agriculteur.

## Collecte des déchets verts
La première étape d'une opération de cocompostage à la ferme commence au point d'apport des déchets verts, c'est-à-dire le plus souvent dans les déchèterie. 
Pour garantir la qualité du compost fini, et donc préserver la qualité des sols, il est indispensable que les déchets verts soient de bonne qualité. 
La traque des éléments inertes indésirables (plastiques, verre, ferrailles…) est le premier point-clé.
Tout le monde y participe : les usagers et les gardiens de la déchèterie, au même titre que les autres acteurs de la filière, les agriculteurs, et les chauffeurs des matériels de broyage et criblage.

## Broyage des déchets verts
Le matériel utilisé nécessite un espace suffisant pour réaliser un chantier le plus efficace possible ; le broyat obtenu devra être peu grossier, en évitant plus particulièrement le broyage de souches ou de troncs d'arbres d'un diamètre supérieur à 15 cm ; même si le broyage de déchets verts secs permet d'obtenir une meilleure efficacité du broyeur, il sera alors nécessaire pour l'agriculteur de compléter par un apport d'eau pour bien lancer le compostage lors du mélange avec des effluents agricoles plutôt secs (fumiers de volailles, de brebis ou de moutons).

## Criblage des déchets verts
Dans certains cas, il pourra être nécessaire d'envisager un criblage du cocompost avant épandage afin d'évacuer les morceaux de bois trop grossiers qui n'auront pu être correctement dégradés par le compostage ; ceci pourra être nécessaire en cas de broyage trop grossier, de valorisation sur cultures particulières (prairie, maraîchage) ou d'épandage avec un matériel spécifique (épandeur latéral pour arbres fruitiers).

## Procédés du cocompostage
Le compostage est un procédé de dégradation aérobie d'une matière organique. Outre le mélange entre déchets verts et effluents d'élevage, l'un des enjeux techniques fondamentaux va être l'aération du mélange.
Le cocompostage peut se réaliser de différentes façons : 
- À l’aide d’un retourneur à andains : procédé performant, souvent rencontré dans les exploitations agricoles françaises, qui permet d’optimiser le mélange des différentes matières organiques et de réussir à coup sûr son chantier de compostage à partir d’un mélange initial équilibré.
- À l’aide d’un épandeur à fumier : procédé rustique, moins coûteux, qui permet un bon émiettement du produit, mais plus long dans la mise en œuvre, et compliquant le mélange effluents d'élevage - déchets verts.
- À l’aide d’un chargeur : procédé non conseillé dans le cadre du cocompostage car beaucoup moins efficace dans le mélange des matières organiques.

## Épandage des cocomposts
Le chantier d'épandage de cocompost est fortement facilité par rapport à l'épandage des fumiers bruts : produits plus homogène, dans certains cas plus secs ; le matériel à utiliser dépendra de la dose envisagée : épandeur à hérissons verticaux pour des doses importantes (10 à 30 tonnes par hectare), épandeur à hérissons avec table d'épandage pour des doses faibles (1 à 5 tonnes par hectare).